# 張鳳翔 (萬曆辛丑進士)
張鳳翔（1577年6月24日—1657年），字稚羽、又字毓德，號蓬玄，山東東昌府堂邑縣（今山東省聊城縣），明末清初政治人物、同進士出身。

## 生平
萬曆二十五年（1597年）丁酉科山東鄉試第十四名舉人，萬曆二十九年（1601年），登辛丑科進士，授直隸廣平府推官，升吏部稽勋司主事，萬曆三十五年，任文選司主事。萬曆四十年，升任驗封司員外、文選司郎中。泰昌元年，改任南京太常寺少卿。天啟元年，任北太常寺少卿。天啟二年三月，任右僉都御史、巡撫保定等地，此後叙平妖靖乱功，加升右副都御史。天啟三年十月，加升兵部左侍郎，孙翕之荫锦衣卫百户，十一月刑部左侍郎乔允升升任尚书，张凤翔被命回部管事。丁忧归。天啟五年正月起补原官，寻署部事，六月引疾求去，允之，寻为御史田景新、陈朝辅疏参为门户传头，东林帮手，被令冠带闲住并削荫子。崇禎元年，起为吏部左侍郎，次年升工部尚書，时清军入关，京师戒严，以都城悬帘狭薄，崇祯帝大怒，二年十一月与兵部尚书王洽同被入狱，谪戍陕西。四年四月，上念旱，释前工部尚书张凤翔、左副都御史易应昌、御史李长春、给事中杜齐芳、都督李如桢。
明亡后歸順清朝，順治三年，起用為戶部右侍郎，请减山东加饷八十三万。順治五年，改吏部左侍郎，加都察院右副都御史，请设三省总督，用张存仁平诸土寇。順治八年，升任工部尚書，同年加太子太保。十年正月以年老致仕。顺治十四年卒，年八十一。十五年三月赐祭葬如例。

## 家族
曾祖张达。祖父张华。父張道情，字和夫，孝弟力田，好行其德，歲祲捐粟賑貸，立義塾，施棺構，聞義塚，凡力所任，無不周舉。鄰人受誣坐大辟，賣宅營救。道情初受其券，事解復還之，不責直。里有鬪訟，片言立散，人呼為張父云云。以子鳳翔封文林郎廣平府推官，累贈資政大夫工部尚書。
弟张凤翼，字異羽，天啓五年进士，官延绥巡抚。
子張幼安，崇祯七年甲戌進士，官威县知县。孫張希之，字静者，荫生。曾孙张琰圭，字公琬，以曾祖凤翔荫官山西绛州知州，历官至兵部职方司郎中。曾孙张洗易，字六虚，壬子副榜贡生，以荫官广东乳源知县。